# Ritu Francès
El Ritu de la maçoneria francesa és un ritu de la maçoneria. Que va ser fundat a França el 1786.

## Història del ritu
La Francmaçoneria s'implanta a França sobre 1725 portada pels emigrants britànics que fugien de les persecucions polítiques i religioses. A París, aquests són sovint d'origen noble i venen, en general, de Londres. Porten amb ells el ritual que fan servir els maçons anglesos de l'època, es tracta del ritual de la Primera Gran Lògia maçònica creada el 1717. És doncs la traducció en llengua francesa del ritual anomenat dels "Moderns", aquell que practiquen els maçons que al costat de James Anderson van crear la Primera Gran Lògia, que es difondrà a França durant el segle xviii. Aquest és d'altra banda l'únic ritual conegut per als graus de la maçoneria simbòlica en els seus orígens i que serà anomenat més tard Ritu francès.
Durant la segona meitat del segle xviii es va produir a França una eclosió de nous sistemes i graus maçònics. Quan el 1773, la profunda reorganització de la Primera Gran Lògia francesa acaba amb la seva transformació en el Gran Orient de França, aquesta va haver de referir-se també a la qüestió dels rituals.
Ja des de la seva segona assemblea, el 27 de desembre de 1773, el Gran Orient de França va establir una Comissió encarregada de l'estudi dels rituals que empraven les lògies per a salvaguardar la seva regularitat. Aquest treball culminarà amb la votació en els anys 1780 i la posterior impressió en 1801 dels quaderns dels tres graus simbòlics sota el títol de Regulador del Maçó.
El text del Regulador del Maçó es caracteritza per la seva gran fidelitat als rituals originals divulgats entre 1740 a 1760. A partir d'aquesta època el Regulador del Maçó serà considerat com el text de referència per al Ritu francès.
El Ritu francès, practicat en l'època per la immensa majoria de les Lògies de França, sotmès a la ideologia dels Maçons dels anys 1860-1880, es modificarà a la llum dels corrents intel·lectuals de moda i especialment del positivisme. Les versions Murat (1858) i Amiable (1885) reduiran la presentació dels símbols dels diferents graus a la porció mínima i les reemplacen per discursos morals i legòrics sobre el bé i el mal.
Serà el Gran Mestre Arthur Groussier qui plantejarà un retorn a les fonts simbòliques del Ritu francès abans de la Segona Guerra Mundial. El text establert sota la direcció d'Arthur Groussier i adoptat després el 1938-1955 marca el començament d'una volta del simbolisme en el ritual de referència del Gran Orient de França. El moviment llançat per Arthur Groussier es va perllongar durant la reconstrucció de l'obediència que va seguir la Segona Guerra Mundial.
Els "restauradors" del Ritu francès tradicional, van voler trobar una denominació que donés sentit al resultat de la cerca. El van batejar doncs com el Ritu Modern francès Restablert. L'expressió Ritu Modern ha de ser llegida com Ritu de tipus "Modern" és a dir inscrit en la tradició de la Primera Gran Lògia anomenada dels "Moderns", perquè es tracta de la versió implantada a França el 1725 i traduïda en aquesta llengua, Restablert, finalment, per indicar que aquest text era el resultat d'un treball de restitució.
Posteriorment, algunes Lògies interessades per una perspectiva essencialment tradicional i simbòlica van triar utilitzar tal qual el Regulador del Maçó.
Finalment, el 1970 es produeix una edició del Ritu Francès, que el modifica, simplificant considerablement les proves i deixant a la lliure elecció de les Lògies la incorporació de diversos elements cerimonials. Aquest és el Ritu Francès de Referència que està a la base del practicat avui per moltes Lògies del Gran Orient de França i per totes elles en el moment del seu naixement.
Sigui quina sigui la versió referida del Ritu Francès, es tracta d'un únic i mateix ritu.

## Graus
El sistema de Ritu Francès és un règim de set graus o títols: 
En una lògia "blava" 
- Aprenent
- Company
- Mestre Maçó

Quatre ordres: 
- De primer ordre (grau 4): Electe Secret
- De segon ordre (5è grau): Gran Escocés elegit
- De tercer ordre (6è grau): Cavaller d'Orient
- De quart ordre (setè grau): Sobirà Príncep Rosa-Creu, Perfecte, Gran Comendador del Temple

Un cinquè ordre ha existit des dels orígens del ritu, i és esmentat per primera vegada en la primera versió del seu Reglament en 1801. Es practica pel Gran Orient de França, la Gran Lògia Nacional Francesa i la General de Dones del Gran Capítol de França. El seu ritual principal (dels 80 rituals que els maçons d'aquesta Ordre han d'estudiar) és molt similar a la del Grau 28 del Ritu Escocès Antic i Acceptat que correspon al nom de "Cavaller del Sol".